# Hafen von Yokohama
Der Hafen von Yokohama (japanisch 横浜港 Yokohama-kō) wird von der Yokohama Port Corporation der Stadt Yokohama in Japan betrieben. Er liegt an der Bucht von Tokio. Im Süden liegt der Hafen von Yokosuka, im Norden die Häfen von Kawasaki und Tokio. Der Hafen ist der zweitgrößte in Japan nach Containerumschlag (2019). Der Hafen von Yokohama hat zehn große Piers. Der Honmoku-Pier ist die Kernanlage des Hafens mit 24 Liegeplätzen, darunter 14 Container-Liegeplätze. Der Osanbashi-Pier wickelt den Passagierverkehr einschließlich Kreuzfahrten ab und verfügt über Zoll-, Einwanderungs- und Quarantäneeinrichtungen für den internationalen Reiseverkehr.
Die Anlage von APM Terminals Yokohama in Minami Honmoku wurde 2013 als das produktivste Containerterminal der Welt ausgezeichnet, mit durchschnittlich 163 Kranbewegungen pro Stunde und Schiff zwischen Ankunft und Abfahrt des Schiffs am Liegeplatz.

## Geschichte
In der Edo-Zeit und dem Tokugawa-Shogunat war Japan ein isoliertes Land ohne Außenhandel und die Gegend des Hafens bestand aus Fischerdörfern. Der Harris-Vertrag von 1858 legte Kanagawa als offenen Hafen fest. Der Hafen von Yokohama wurde am 2. Juni 1859 formell für den Außenhandel geöffnet. Der Hafen wuchs während der Meiji- und Taisho-Periode schnell als Zentrum für den Export von Rohseide und den Import von Technologie. Der Hafen von Yokohama wurde zum ersten Einfallstor für fremde Einflüsse nach Japan. Hier gab es die erste Tageszeitung und die ersten Gasstraßenlaternen. In Yokohama siedelten sich aufgrund des Hafens früh Ausländer (Koreaner, Chinesen und Westler) an. Im Jahr 1923 zerstörte das große Kanto-Erdbeben einen Großteil des Hafens von Yokohama und der Stadt. Nach dem Erdbeben kam es zu Pogromen gegen die koreanische Minderheit, der vorgeworfen wurde, das Erdbeben mit schwarzer Magie ausgelöst zu haben. Nach dem Wiederaufbau wurde der Hafen im Zweiten Weltkrieg erneut zerstört und seit dem Ende des Zweiten Weltkriegs bildet der Hafen einen Stützpunkt der US-Amerikaner. Teile des Hafens werden von der United States Forces Japan genutzt.